# Jui Ohašiová
Jui Ohašiová (japonsky 大橋 悠依; * 18. října 1995) je japonská plavkyně, která se specializuje na polohové závody. Na Letních olympijských hrách 2020 se stala olympijskou vítězkou z polohových závodů na 200 a 400 metrů.